# Focke-Wulf Ta 154
Focke-Wulf Ta 154 Wespe — німецький багатоцільовий важкий винищувач компанії «Focke-Wulf» періоду Другої світової війни.

## Історія

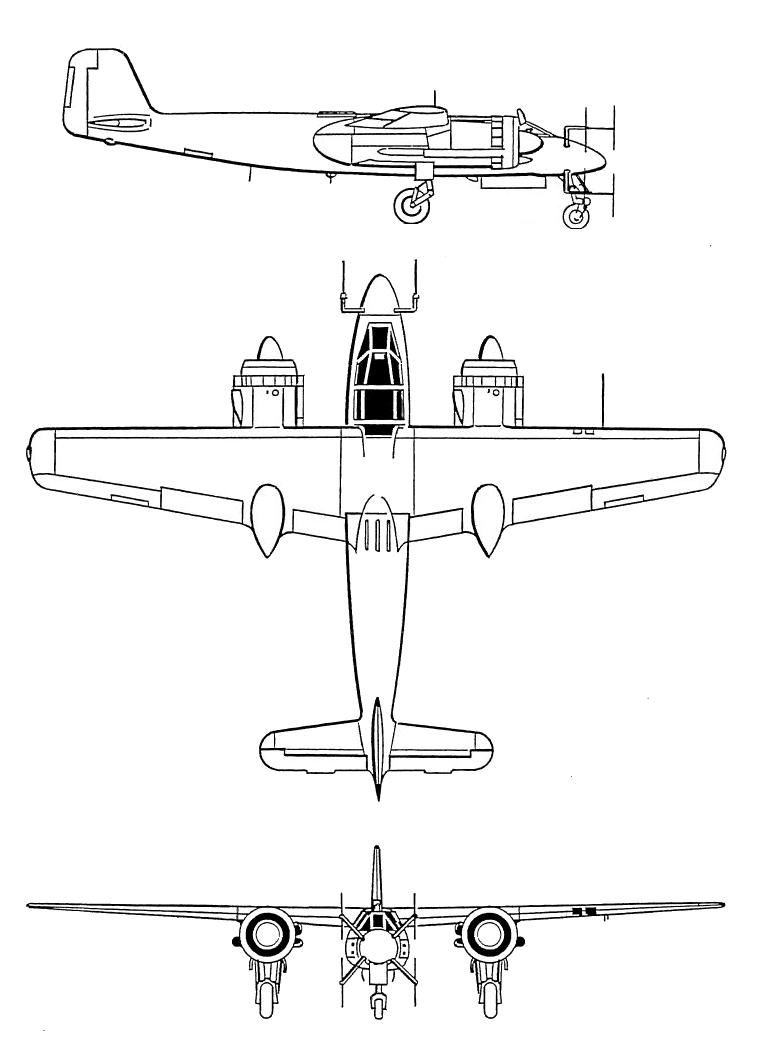
Схема Focke-Wulf Ta 154

Розробку багатоцільового літака розпочали на завершальному періоді війни. Через масові бомбардування виникла необхідність у розробці нічного винищувача, оскільки Messerschmitt Bf 110, Dornier Do 217, Junkers Ju 88 не відповідали новим вимогам ведення війни. Імперське міністерство авіації видало технічне завдання на розробку всепогодного нічного винищувача з чотирма гарматами і тривалістю польоту від 105 хв. компаніям Focke-Wulf, Heinkel, Junkers.
Курт Танк взяв за основу проєкт Focke-Wulf Fw 187 і розробив модифікацію Fw 187C, що не відповідала вимогам. За пропозицією Ергарда Мільха з серпня 1942 спробували використати мотори DB-600A. 16 вересня 1942 Мільх запропонував розробити швидкісний нічний бомбардувальник з дерев'яною конструкцією корпусу і вже 22 вересня Focke-Wulf надав відповідну концепцію літака. У листопаді 1942 компанія отримала офіційне замовлення. Концепцію прототипу Ta 211 з мотором Jumo 211 розробили до січня 1943, змінивши позначення на Ta 154. Було вирішено розробити до 15 липня 1943 нічний винищувач з радаром. Прототип Ta 154 V1 у червні 1943 передали для випробувань. До березня 1944 він виконав 181 випробувальний політ, зокрема з новим мотором Jumo 211N. Прототип  Ta 154 V2 отримав радар Lichtenstein FuG 212. Прототип Ta 154 V3 у листопаді 1943 передали до випробовувального центру Люфтваффе. Ці прототипи були знищені при авіаударі 5 серпня 1944. З січня по липень 1944 виготовили прототипи V4 - V23, на яких випробували нове озброєння, радар FuG 212, тример керуючих поверхонь, мотор Jumo 213A. V15 був одномісним прототипом денного винищувача.
Передсерійні Focke-Wulf Ta 154 включали 24 літаки модифікації А-0 з моторами Jumo 211N, радарами FuG 212 (один FuG 220 SN2); 6 двомісних денних винищувачів з 2×20-мм MG 151, 2×30-мм MK 108; 12 одномісних денних винищувачів А-2; навчальний А-3; двомісний нічний винищувач А-4 з можливим встановленням системи «Неправильна музика».
Розроблялись модифікації Ta 154 B з кращим оглядом з кабіни, Ta 154 C з моторами Jumo 213, радаром FuG 220 Hirschgeweih; дво- і одномісний Ta 154 D з мотором 213E. На базі Ta 154 D мали розробити одно-, дво-, тримісні Ta 254 з моторами Daimler Benz DB 603L.
Згідно плану щомісяця мали виготовляти 100 машин, але було завершено до 50. Перші літаки поставили до Люфтваффе наприкінці 1944. Найбільшим недоліком було розшарування від вологи фанери через поганий клей.
14 серпня 1944 МІА вирішило припинити випуск Focke-Wulf Ta 154 на користь Dornier Do 335.